# Alice's Little Parade
Série Alice Comedies
Alice's Balloon Race
(1926) Alice's Mysterious Mystery
(1926)
Pour plus de détails, voir Fiche technique et Distribution.
Alice's Little Parade  est un court métrage d'animation américain muet de la série Alice Comedies sorti en 1926.

## Synopsis
Julius chevauche à travers une ville déclarant que la guerre est lancée, les villageois se rallient alors à lui. Alors qu'Alice inspecte les troupes, l'armée ennemie constituées de souris bombarde la ville avec ses canons. Julius est blessé par un obus et amené à l'hôpital pour un très bref séjour. De retour sur le champ de bataille, il utilise un ventilateur et des morceaux de fromage pour faire sortir les souris de leur tranchées. Il les assomment alors une à une avec sa queue multifonction.

## Fiche technique
- Titre original : Alice's Little Parade
- Série : Alice Comedies
- Réalisation : Walt Disney
- Animation : Ub Iwerks, Rollin Hamilton, Thurston Harper, Hugh Harman, Rudolf Ising
- Encrage et peinture : Lillian Bounds, Irene Hamilton, Walker Harman
- Photographie : Rudolf Ising
- Production : Walt Disney
- Société de production : Disney Brothers Studios
- Société de distribution : Margaret J. Winkler (1926) ; Syndicate Pictures (1929, version sonorisée)
- Pays :  États-Unis
- Format d'image : noir et blanc - 35 mm - 1,37:1 - muet
- Genre : animation et prises de vues réelles
- Durée : 6 min 50[1]
- Dates de sortie : 
  - Version muette : 1er février 1926
  - Version sonorisée : 1er septembre 1929

Source : Walt in Wonderland

## Distribution
- Margie Gay : Alice

## Commentaires
Produit de décembre 1925 à janvier 1926, le film a été livré le 14 janvier 1926 et présenté en avant-première en janvier 1926 à l'Iris Theater de Los Angeles.
La présence de tranchées dans la guerre entre les souris et la ville d'Alice et Julius indiquent clairement que le film se base sur la Première Guerre mondiale.